# Martha M. Place
Martha M. Place (1854 ou 1855 – 20 de março de 1899) foi a primeira mulher a morrer na cadeira elétrica. Ela foi executada em 20 de março de 1899 aos 44 anos, na prisão Sing Sing Correctional Facility pelo assassinato de sua enteada Ida Place.

## Antecedentes
Nascida em New Jersey, Martha Place foi atingida na cabeça por um trenó aos 23 anos. Seu irmão afirmou que ela nunca recuperou completamente e que o acidente deixou-a mentalmente instável. Martha casou-se com o viúvo William Place, em 1893. Place já possuía uma filha do casamento anterior, Ida Place. William casou com Martha para ajudá-lo a criar sua filha, embora tenha mais tarde tenham surgidos rumores de que Martha sentia ciúmes de Ida. William chamou a polícia pelo menos uma vez para prender sua mulher por ameaçar matar Ida.

### Assassinato
Na noite de 7 de fevereiro de 1898, Willian Place chegou em sua casa no Brooklyn, New York e foi atacado por Martha, que estava empunhando um machado. William escapou para pedir socorro, e quando os policiais chegaram, eles encontraram Martha Place em um estado crítico deitada no chão com a roupa sobre sua cabeça e com fumaça de queimadores dentro do quarto. No andar de cima, eles descobriram o cadáver de Ida Place, de dezessete anos, deitada em uma cama. Sua boca estava sangrando e os olhos estavam desfigurados após ácido ter sido jogado em seu rosto. A evidência posterior indicou que Ida Place havia morrido de asfixia. Martha acabou sendo presa e acusada de assassinato.

### Julgamento
Place proclamou sua inocência enquanto aguardava julgamento. Uma reportagem do jornal contemporâneo descreveu a réu da seguinte forma:
| “ | Ela é bastante alta e magra, com um rosto pálido e afiado. Seu nariz é longo e pontudo, seu queixo pontudo e proeminente, lábios finos e testa em retraída. Há algo em seu rosto que lembra um rato, sendo que os olhos brilhantes fortalecem essa impressão. | ” |

Martha Place foi considerada culpada do assassinato da enteada e sentenciada à morte. Seu marido era uma testemunha-chave contra ela.

### Execução
Sem nunca ter executado uma mulher na cadeira elétrica, os responsáveis pela execução da sentença de morte concebeu uma nova forma de colocar os eletrodos em seu corpo. Eles decidiram cortar o vestido e colocar o eletrodo em seu tornozelo. Edwin Davis foi o carrasco. Segundo os relatos de testemunhas, ela morreu instantaneamente.
O governador do Estado de Nova York Theodore Roosevelt foi convidado para comutar a sentença de morte, mas ele se recusou. Martha Place foi sepultada no cemitério da família em East Millstone, Nova Jersey, sem cerimônias religiosas.
Embora Place tenha sido a primeira mulher a morrer na cadeira elétrica, ela não foi a primeira mulher condenada a ela; a primeira foi Maria Barbella, que mais tarde foi considerada inocente de seu crime e liberada.